# Nazionale femminile di pallacanestro di Haiti
La nazionale femminile di pallacanestro di Haiti è la rappresentativa cestistica femminile di Haiti ed è posta sotto l'egida della Federazione cestistica di Haiti.

## Piazzamenti

### Campionati centramericani
- 1981 - 7°